# Mons pietatis
Der Mons pietatis war eine Stiftung zur Unterstützung reformierter Gemeinden und Einzelpersonen in Brandenburg-Preußen. Sie bestand von 1696 bis 1945.

## Geschichte
Am 24. Dezember 1696 gründete der reformierte Kurfürst Friedrich III. von Brandenburg die Stiftung Mons pietatis in Berlin. Sie sollte vor allem evangelisch-reformierte Glaubensflüchtlinge aus Frankreich und der Kurpfalz unterstützen, aber auch einheimische reformierte Gemeinden in Brandenburg-Preußen. Diese bildeten nur eine kleine Minderheit im überwiegend lutherischen Kurfürstentum.
Das Stiftungsvermögen betrug anfangs 100.000 Reichstaler, von dessen Zinsen die Unterstützungen gewährt werden sollten. Dieses wurde durch regelmäßige weitere Einnahmen in der Folgezeit vermehrt. Es wurden reformierte Prediger und Lehrer bezahlt sowie reformierte  Kirchengemeinden, Theologiestudenten und übergetretene Juden finanziell unterstützt.
Nach 1808 gab es mehrere strukturelle Veränderungen. 1945 wurde die Stiftung offiziell aufgelöst.

## Strukturen
Das Direktorium wurde von einem Wirklichen Geheimen Staatsrat geleitet, daneben gab es einen Vorsteher und Rendanten.
Direktoren
- Friedrich Wilhelm von Thulemeier, vor 1803–nach 1808, Vorsteher
- Johann Friedrich von Könen, vor 1803–nach 1806[4]
- Michaelis, 1808, Kirchenrat[5]